# Алиса в Стране чудес (фильм, 1972)
«Али́са в Стране́ чуде́с» (англ. Alice’s Adventures In Wonderland) — музыкальный кинофильм 1972 года, производства Великобритании. Экранизация сказки Льюиса Кэрролла Алиса в Стране чудес. Фильм можно смотреть детям любого возраста.
От других постановок эту отличает «звёздный» состав британских актёров, занятых в экранизации: Фиона Фуллертон в роли Алисы, Майкл Кроуфорд в роли Белого Кролика, Ральф Ричардсон — Синяя Гусеница, Роберт Хелпманн — Болванщик, Питер Селлерс — Мартовский Заяц, Рой Киннир — Чеширский Кот, Дадли Мур — Соня и Хайуэл Беннетт в роли каноника Дакворта.
Музыку к фильму написал композитор Джон Барри.

## Сюжет
Погнавшись за Белым Кроликом, Алиса неожиданно проваливается в глубокую нору и попадает в страну чудес. За одной из дверей загадочной комнаты она видит прекрасный сад, но не может туда попасть, так как дверца, ведущая туда, слишком мала. Алиса переживает несколько волшебных превращений, когда она то сильно вырастает, то уменьшается. Путешествуя по волшебной стране, девочка встречается со сказочными существами, населяющими её: Белым Кроликом, Герцогиней, Чеширским Котом, участвует в Безумном чаепитии у Мартовского Зайца вместе с Болванщиком и Соней. В конце концов она входит в прекрасный сад.

## В ролях
- Фиона Фуллертон — Алиса
- Майкл Джейстон — Льюис Кэрролл
- Хайуэл Беннетт — Дакворт
- Майкл Кроуфорд — Белый Кролик
- Дэви Кэйи — Мышь
- Уильям Эллис — Додо
- Фредди Ирл — Морская Свинка Пэт
- Джулиан Чагрин — Ящерка Билл
- Майк Эллес — вторая Морская Свинка
- Ральф Ричардсон — Синяя Гусеница
- Фрэд Кокс — Труляля
- Фрэнк Кокс — Траляля
- Питер О'Фарелл — Лакей-Лещ
- Питер Триггер — Лягушонок
- Питер Булл — Герцогиня
- Пэтси Роулендс — Кухарка
- Рой Киннир — Чеширский Кот
- Роберт Хелпманн — Болванщик
- Питер Селлерс — Мартовский Заяц
- Дадли Мур — Соня
- Флора Робсон — Дама Червей
- Деннис Уотерман — Двойка Пик
- Рэй Брукс — Пятёрка Пик
- Ричард Ворвик — Семёрка Пик
- Деннис Прайс — Король Червей
- Родни Бьюс — Червовый Валет
- Спайк Миллиган — Грифон
- Майкл Хордерн — Черепаха Квази
- Виктория Шэллард — Лорина
- Пиппа Виккерс — Эдит
- Рэй Эдвардс — Орёл
- Стэнли Бэйтс — Обезьяна
- Мелита Мангер — Белка
- Анжела Морган — Лори
- Джун Кидд — Сорока
- Майкл Рирдон — Жаба
- Брайан Триппинг — Селезень

## Музыкальное сопровождение
- The Duchess Is Waiting, стихи — Дон Блэк, музыка — Джон Барри, исп. — Майкл Кроуфорд;
- Curiouser And Curiourser, стихи — Дон Блэк, музыка — Джон Барри, исп. — Фиона Фуллертон;
- You’ve To Know When To Stop, стихи — Дон Блэк, музыка — Джон Барри, исп. — Дэви Кейи;
- The Royal Processions, музыка — Джон Барри;
- The Last Word Is Mine, стихи — Дон Блэк, музыка — Джон Барри, исп. — Майкл Кроуфорд и Фиона Фуллертон;
- Digging For Apples, стихи — Дон Блэк, музыка — Джон Барри, исп. — Фредди Ирл;
- There Goes Bill, стихи — Дон Блэк, музыка — Джон Барри, исп. — Фредди Ирл и Майк Эллес;
- How Doth The Little Busy Bee, стихи — Дон Блэк, музыка — Джон Барри, исп. — Фиона Фуллертон;
- Dum And Dee Dance (Nursery Rhyme), стихи — Льюис Кэрролл и Дон Блэк, музыка — Джон Барри, исп. — Фиона Фуллертон;
- From The Queen An Invitation For The Duchess To Play Croquette, стихи — Дон Блэк, музыка — Джон Барри, исп. — Питер О’Фарелл и Ian Trigger;
- The Duchess' Lullaby, стихи — Дон Блэк, музыка — Джон Барри, исп. — Питер Булл и Пэтси Роулендс;
- It’s More Like A Pig Than A Baby, стихи — Дон Блэк, музыка — Джон Барри, исп. — Фиона Фуллертон;
- I See What I Eat, стихи — Дон Блэк, музыка — Джон Барри, исп. — Роберт Хелпманн, Питер Селлерс, Дадли Мур и Фиона Фуллертон;
- Twinkle, Twinkle Little Bat, стихи — Дон Блэк, музыка — Джон Барри, исп. — Роберт Хелпманн, Питер Селлерс;
- The Pun Song, стихи — Дон Блэк, музыка — Джон Барри, исп. — Роберт Хелпманн, Питер Селлерс, Дадли Мур и Фиона Фуллертон;
- Off With Their Heads, стихи — Дон Блэк, музыка — Джон Барри, исп. — Флора Робсон;
- The Croquet Game, музыка — Джон Барри;
- Off With Their Heads (Reprise), стихи — Дон Блэк, музыка — Джон Барри, исп. — Флора Робсон;
- I’ve Never Been This Far Before, стихи — Дон Блэк, музыка — Джон Барри, исп. — Майкл Кроуфорд и Фиона Фуллертон;
- The Moral Song, стихи — Льюис Кэрролл и Дон Блэк, музыка — Джон Барри, исп. — Питер Булл;
- The Me I Never Knew, стихи — Дон Блэк, музыка — Джон Барри, исп. — Фиона Фуллертон;
- The Lobster Quadrille (The Mock Turtle’s Song), музыка — Джон Барри;
- Will You Walk A Little Faster, Said A Whiting To A Snail, стихи — Льюис Кэрролл и Дон Блэк, музыка — Джон Барри, исп. — Майк Хордерн и Спайк Миллиган;
- They Told Me (Evidence Read At The Trail Of The Knave Of Hearts, стихи — Льюис Кэрролл и Дон Блэк, музыка — Джон Барри, исп. — Майкл Кроуфорд.

## Награды
Перечень наград и номинаций — на сайте IMDB.
| Год  | Премия | Категория               | Имя               | Результат |
| ---- | ------ | ----------------------- | ----------------- | --------- |
| 1973 | BAFTA  | Лучшая работа оператора | Джеффри Ансуорт   | Победа    |
| 1973 | BAFTA  | Лучший дизайн костюмов  | Энтони Мендельсон | Победа    |

## Интересные факты
- Фильм несколько раз издавался в форматах видео и DVD, но не подвергался реставрации. Новый DVD (2010) будет приурочен к выходу версии сказки в постановке Тима Бёртона.
- Дизайн одежды главной героини повторяет дизайн платья диснеевской Алисы из мультфильма 1951 года, единственное исключение — розовые полосы по краям белых частей и пояс розового цвета.